# جلاقدوق
جلاقدوق هي مدينة ومركز مقاطعة جلاقدوق في ولاية أنديجان في أوزبكستان.
الاسم السابق للمدينة هو آخوندبابايف.